# Elliptisk Gaussumma
Inom matematiken är en elliptisk Gaussumma en analogi av Gaussumman som beror på en elliptisk kurva med komplex multiplikation. Legendresymbolen i Gaussumman ersätts med en högre restsymbol och exponentialfunktionen i Gaussumman ersätts med en elliptisk funktion. Elliptiska Gaussummor introducerades av Gotthold Eisenstein 1850.

## Exempel
Lemmermeyer ger följande exempel av en elliptisk Gaussumma för en elliptisk kurva med komplex multiplikation med i. 
{\displaystyle -\sum _{t}\chi (t)\phi \left({\frac {t}{\pi }}\right)^{(p-1)/m}}
där
- Summan är över alla rester mod P vars representativer är Gaussiska heltal
- n är ett positivt heltal
- m är ett positivt heltal som delar 4n
- p = 4n+1 är ett rationellt primtal lika med 1 mod 4
- φ(z) = sl((1 – i)ωz) där sl en viss  lemniskatisk elliptisk funktion
- χ är mte potensrestsymbolen i K i förhållande till primtalet P av K
- K är kroppen k[ζ]
- k är kroppen Q[i]
- ζ är en primitiv 4n-te rot av 1
- π är ett primärt primtal i Gaussiska heltalen Z[i] med norm p
- P är ett primtal i ringen av heltal K ovanför π med inertiagrad 1